# Qikiqtaaluk (Inugsuin Fiord)
Qikiqtaaluk, tidigare namn Qikirtaaluk Island är en ö i Kanada.   Den ligger i territoriet Nunavut, i den nordöstra delen av landet, 2 800 km norr om huvudstaden Ottawa. Arean är 19,3 kvadratkilometer.
Qikiqtaaluk ligger i Inugsuin Fiord på norra sidan av Baffinön. Namnet Qikiqtaaluk används även för själva Baffinön.
Terrängen på Qikiqtaaluk är lite kuperad. Öns högsta punkt är 342 meter över havet. Den sträcker sig 6,1 kilometer i nord-sydlig riktning, och 4,6 kilometer i öst-västlig riktning.
Trakten runt Qikiqtaaluk består i huvudsak av gräsmarker.